# Liste des maires de Kyoto
La liste des maires de Kyoto présente les maires successifs de la ville japonaise de Kyoto, dans la préfecture du même nom. Le poste a connu 27 titulaires depuis sa création, et est occupé depuis le 25 février 2024 par Kōji Matsui.

## Présentation

Carte des onze arrondissements de la ville de Kyoto.

Le 1er avril 1889, à l'adoption de la loi municipale moderne (ja), la ville moderne de Kyoto est fondée, mais une modification spéciale fait que le maire est également le gouverneur de la préfecture de Kyoto. Le 1er octobre 1898, la modification spéciale est abrogée, et Kyoto se dote pour la première fois d'un maire. Le conseil municipal essaye alors de négocier avec la famille Mitsui (ja) pour choisir une personne d'importance en tant que maire, mais échoue, puis tente ensuite des négotiations avec le gouverneur préfectoral de l'époque, Utsumi Tadakatsu. Lorsque les discussions n'aboutissent pas, le conseil propose alors trois candidats et Naiki Jinzaburō est choisi. Il est investi le 12 octobre. La durée du mandat est au départ de six ans. Les huit premiers maires sont donc choisis par le conseil municipal, puis nommés officiellement par le ministère de l'Intérieur.
Après une réforme de la loi municipale en 1927, le conseil municipal peut nominer lui-même le maire, après une élection municipale par les membres de l'Assemblée municipale. Le premier maire élu par l'Assemblée est Mitsue Ichimura. La durée du mandat est aussi écourtée à quatre ans. En 1947, après l'adoption du suffrage universel par le Japon, Masao Kanbe devient le premier maire élu par la population. Tous les maires sont depuis élus après une élection municipale au suffrage universel.
La résidence officielle du maire de Kyoto est l'Hôtel de ville de Kyoto (ja), qui se trouve dans le quartier Kamihon'nojimae-chō (上本能寺前町) dans l'arrondissement de Nakagyō, à l'angle des voies Oike-dōri et Teramachi-dōri (en). Le bureau du maire, comme celui des maires adjoints, se trouve au troisième étage du bâtiment principal. Le premier hôtel de ville de Kyoto est établi temporairement dans le bâtiment de l'Assemblée municipale de Kyoto le 25 mars 1895, avant que le premier hôtel de ville officiel ne soit construit le 15 octobre 1898. Depuis le 19 avril 1927, un nouvel hôtel de ville, le troisième construit, est en usage,.
Le maire de Kyoto est assisté en tout temps par trois maires adjoints (副市長), appelés jusqu'en 1994 adjoints au maire (助役). Le maire de Kyoto a aussi comme subordonnés directs le directeur de la comptabilité et les évaluateurs d'actifs fixes. Les autres départements municipaux et les présidents d'arrondissements sont subordonnés aux maires adjoints.

## Liste des maires

### Liste des maires désignés par le ministère des Affaires intérieures
Les maires suivants ont été nommés à leur poste par le conseil municipal : 
| N° | Nom | Nom                | Début du mandat  | Fin du mandat     | Notes                                                                                    |
| -- | --- | ------------------ | ---------------- | ----------------- | ---------------------------------------------------------------------------------------- |
| 1  |     | Naiki Jinzaburō    | 12 octobre 1898  | 11 octobre 1904   | Premier maire de Kyoto. Termine son mandat de six ans.                                   |
| 2  |     | Saigō Kikujirō     | 12 octobre 1904  | 13 juillet 1911   | Démissionne pour des raisons de maladie.                                                 |
| 3  |     | Kawakami Chikaharu | 6 janvier 1912   | 20 décembre 1912  | Démissionne pour devenir surintendant-général (ja) de la Police métropolitaine de Tokyo. |
| 4  |     | Inoue Mitsu        | 31 mars 1913     | 19 juillet 1916   | Démissionne pour des raisons de maladie.                                                 |
| 5  |     | Ōno Morika         | 10 janvier 1917  | 7 mai 1918        | Démissionne pour des raisons personnelles, reliées à un scandale de fraude électorale.   |
| 6  |     | Andō Kensuke       | 29 novembre 1918 | 3 décembre 1920   | Démissionnaire.                                                                          |
| 7  |     | Eitarō Mabuchi     | 22 juillet 1921  | 19 septembre 1924 | Démissionnaire.                                                                          |
| 8  |     | Kōnosuke Yasuda    | 21 février 1925  | 9 août 1927       | Démissionne pour des raisons de maladie.                                                 |

### Liste des maires désignés par le conseil municipal
Les maires suivants ont été nommés à leur poste par le conseil municipal : 
| N° | Nom | Nom                | Début du mandat  | Fin du mandat    | Notes |
| -- | --- | ------------------ | ---------------- | ---------------- | --- |
| 9  |     | Mitsue Ichimura    | 20 août 1927     | 13 novembre 1927 | Démissionne après un conflit avec le conseil municipal.                                                   |
| 10 |     | Kahei Toki         | 13 décembre 1927 | 12 décembre 1931 | Prend sa retraite après la complétion de son mandat.                                                      |
| 11 |     | Shigeru Morita     | 21 décembre 1931 | 30 novembre 1932 | Décédé en fonction,.                                                                                      |
| 12 |     | Kichigorō Ōmori    | 18 décembre 1932 | 15 janvier 1935  | Démissionne après une motion de censure votée par le conseil municipal concernant ses dépenses de voyage. |
| 13 |     | Tominosuke Asayama | 19 février 1935  | 4 juin 1936      | Termine le mandat d'Ōmori.                                                                                |
| 14 |     | Keizō Ichimura     | 4 juin 1936      | 3 juin 1940      | Complète son mandat de quatre ans.                                                                        |
| 15 |     | Asazō Kagaya       | 8 juin 1940      | 22 juin 1942     | Démissionne pour devenir maire d'Akita.                                                                   |
| 16 |     | Eitarō Shinohara   | 6 juillet 1942   | 16 février 1946  | Démis de ses fonctions dû à la purge de la fonction publique.                                             |
| 17 |     | Haruki Watsuji     | 13 mars 1946     | 27 novembre 1946 | Démis de ses fonctions dû à la purge de la fonction publique.                                             |

### Liste des maires élus
Les maires suivants ont été élus au suffrage universel : 
| N° | Nom | Nom               | Parti ou affiliation politique                             | Début du mandat  | Fin du mandat   | Notes                                                                                       |
| -- | --- | ----------------- | ---------------------------------------------------------- | ---------------- | --------------- | ------------------------------------------------------------------------------------------- |
| 18 |     | Masao Kanbe       | Indépendant                                                | 7 avril 1947     | 6 janvier 1950  | Démissionne pour devenir président de la commission de recherche sur le gouvernement local. |
| 19 |     | Gizō Takayama     | Parti socialiste (1950-1951), puis Indépendant (1951-1966) | 10 février 1950  | 4 février 1966  | Prend sa retraite après quatre mandats.                                                     |
| 20 |     | Seiichi Inoue     | Indépendant                                                | 5 février 1966   | 8 janvier 1967  | Décédé en fonction.                                                                         |
| 21 |     | Kiyoshi Tomii     | Indépendant                                                | 28 février 1967  | 25 février 1971 | Prend sa retraite après un mandat pour des raisons de maladie.                              |
| 22 |     | Motoki Funahashi  | Indépendant                                                | 26 février 1971  | 26 juillet 1981 | Démissionne au milieu de son troisième mandat pour des raisons de maladie.                  |
| 23 |     | Masahiko Imagawa  | Indépendant                                                | 1 septembre 1981 | 29 août 1989    | Prend sa retraite après deux mandats.                                                       |
| 24 |     | Tomoyuki Tanabe   | Indépendant                                                | 30 août 1989     | 29 janvier 1996 | Annonce sa démission le 9 janvier 1996 au milieu de son second mandat.                      |
| 25 |     | Yorikane Masumoto | Indépendant                                                | 26 février 1996  | 24 février 2008 | Prend sa retraite après trois mandats.                                                      |
| 26 |     | Daisaku Kadokawa  | Indépendant                                                | 25 février 2008  | 24 février 2024 | Annonce sa retraite après quatre mandats le 23 août 2023.                                   |
| 27 |     | Kōji Matsui       | Indépendant                                                | 25 février 2024  | En cours        |                                                                                             |

## Liste des adjoints au maire et maires adjoints
Les personnes suivantes ont été adjoints au maire ou maires adjoints :
1. Jōbayashi Ishin[N 11] (6 octobre 1898-31 mars 1909)
2. Ōtsuki Ryūji (ja) (2 novembre 1898-22 janvier 1904)
3. Kawamura Ryūjirō (14 février 1905-18 septembre 1908)
4. Ōno Morika (19 décembre 1908-4 septembre 1912)
5. Katō Kotarō (ja) (25 août 1909-27 mai 1914)
6. Kichigorō Ōmori (14 juin 1913-4 avril 1916)
7. Ishikawa Sadaharu[N 12] (28 novembre 1914-11 avril 1918)
8. Yonetarō Washino (ja) (27 février 1917-12 avril 1920)
9. Mukai Shizuo (ja) (5 mai 1919-12 avril 1920)
10. Mizuiri Zenzaburō[N 13] (22 juin 1920-2 décembre 1921)
11. Imamura Izen (ja) (29 octobre 1921-20 septembre 1924)
12. Yasunobu Taku (ja) (6 mai 1922-25 mars 1925)
13. Chiba Yasuke (23 mars 1925-7 septembre 1927)
14. Kazuo Tahara (ja) (13 mai 1925-26 décembre 1925)
15. Gonshirō Matsubara (ja) (23 janvier 1926-9 août 1927)
16. Hiroaki Gotō (ja) (3 septembre 1927-12 décembre 1927)
17. Kikuji Okada (ja) (23 décembre 1927-12 août 1929)
18. Wasaburō Yasukawa[N 14] (23 décembre 1927-12 décembre 1931)
19. Takeshi Murata (ja) (22 août 1929-20 décembre 1932)
20. Isamu Ōno (ja) (30 janvier 1932-20 décembre 1932)
21. Takeyoshi Muramatsu (ja) (28 décembre 1932-10 mai 1935)
22. Ryōichi Iga (ja) (28 décembre 1932-10 mai 1935)
23. Keizō Ichimura (11 mai 1935-4 juin 1936)
24. Yoshitarō Ishikawa (ja) (11 mai 1935-10 mai 1939)
25. Asazō Kagaya (5 juin 1936-4 juin 1940)
26. Yoshio Kikuyama (ja) (18 mai 1939-7 juillet 1940)
27. Yasuo Yono (ja) (11 juillet 1940-6 juillet 1942)
28. Takayoshi Yamazaki (ja) (29 août 1940-22 juin 1942)
29. Kenzaburō Arimoto[N 15] (7 juillet 1942-14 mars 1946)
30. Kiyoo Ebe[N 16] (8 juillet 1942-17 mai 1944)
31. Shunichi Munesue (ja) (3 juin 1944-14 mars 1946)
32. Naotoshi Ōi (2 avril 1946-14 avril 1947)
33. Kōzō Gotō (ja) (2 avril 1946-27 novembre 1946)
34. Yoshitarō Nakaba (16 décembre 1946-15 mai 1954)
35. Banmon Tabata (29 mai 1947-20 janvier 1950)
36. Masamichi Kōmei[N 17] (4 mars 1950-1er février 1952)
37. Takeo Nakane (7 juillet 1953-6 juillet 1957)
38. Shūzō Suzuki (ja) (21 mai 1954-20 mai 1958)
39. Kichinosuke Matsushima[N 18] (17 août 1957-16 août 1965)
40. Shōichirō Yoshimura (ja) (27 août 1959-26 août 1963)
41. Keiichi Takahashi[N 19] (17 février 1962-16 février 1966)
42. Noboru Fukutake[N 20] (17 avril 1964-16 avril 1968)
43. Rentarō Hamano[N 21] (31 mai 1966-1er avril 1967)
44. Motoki Funahashi (9 juin 1967-1er février 1971)
45. Masahiko Imagawa (8 mars 1971-10 août 1981)
46. Fumiyuki Okamoto[N 22] (12 juillet 1971-11 juillet 1975)
47. Ken Torikai (5 septembre 1975-4 septembre 1979)
48. Minoru Kinoshita (24 décembre 1977-22 décembre 1985)
49. Masaji Kimori (23 décembre 1981-22 décembre 1985)
50. Yasuo Okuno[N 23] (23 décembre 1981-15 décembre 1989)
51. Hiroo Kinoshita (ja) (26 juin 1987-9 août 1989)
52. Morihiro Komoda (15 décembre 1989-31 mars 2000)
53. Tatsuzō Satō[N 24] (26 mars 1991-6 octobre 1993)
54. Shunichi Uchida (ja) (8 octobre 1993-18 mai 1995)
55. Toshiaki Kitazato (ja) (26 mai 1995-5 janvier 1998)
56. Yūichi Nakatani[N 25] (1er avril 1996-31 mars 2002)
57. Yūichi Masuda (ja) (23 mars 1998-13 décembre 2000)
58. Hisakazu Takagi (1er avril 2000-31 mars 2005)
59. Takashi Kawachi (ja) (14 décembre 2000-31 mars 2004)
60. Izuhiko Matsui (1er avril 2002-31 mars 2006)
61. Shinji Mōri (ja) (1er avril 2004-3 juin 2007)
62. Shigekazu Hoshikawa (1er avril 2005-31 mars 2013)
63. Tsutomu Uehara (1er avril 2006-31 mars 2008)
64. Motoki Yamazaki (4 juin 2007-31 mars 2009)
65. Yoshirō Hosomi (1er avril 2008-31 mars 2012)
66. Fumihiko Yuki (ja) (1er avril 2009-31 mars 2012)
67. Aiichirō Hiraguchi (1er avril 2012-31 mars 2014)
68. Minoru Tsukamoto (ja) (1er avril 2012-31 mars 2016)
69. Hiroyuki Fujita (1er avril 2013-31 mars 2017)
70. Kenichi Ogasawara (ja) (1er avril 2014-31 mars 2017)
71. Norikazu Okada (ja) (1er avril 2016-en cours)
72. Keiko Murakami (ja) (1er avril 2017-31 mars 2021)
73. Satoshi Uemura (1er avril 2017-31 mars 2019)
74. Shōichirō Suzuki (1er avril 2019-30 juin 2022)
75. Yoshihiro Yoshida (1er avril 2021-en cours)
76. Kenichi Sakakoshi (1er juillet 2022-4 juillet 2024)
77. Shigetaka Takeuchi (5 juillet 2024-en cours)